# Try!
Try! est le premier album, enregistré en concert, du John Mayer Trio, sorti en novembre 2005. Le trio comprend John Mayer (chanteur et guitariste), Pino Palladino (bassiste) et Steve Jordan (batteur). Il a été sélectionné pour la 49e cérémonie des Grammy Awards dans la catégorie « meilleur album rock ».

## Liste des pistes
| 1.    | Who Did You Think I Was | John Mayer                          | 3:09 |
| 2.    | Good Love Is on the Way | Mayer, Steve Jordan, Pino Palladino | 4:50 |
| 3.    | Wait Until Tomorrow     | Jimi Hendrix                        | 4:14 |
| 4.    | Gravity                 | Mayer                               | 5:49 |
| 5.    | Vultures                | Mayer, Jordan, Palladino            | 5:19 |
| 6.    | Out of My Mind          | Mayer                               | 7:39 |
| 7.    | Another Kind of Green   | Mayer                               | 4:39 |
| 8.    | I Got a Woman           | Ray Charles, Renald Richard         | 7:40 |
| 9.    | Something's Missing     | Mayer                               | 6:56 |
| 10.   | Daughters               | Mayer                               | 6:14 |
| 11.   | Try                     | Mayer, Jordan, Palladino            | 6:52 |
| 63:23 |                         |                                     |      |